# Cafundó
Cafundó ou Quilombo Cafundó é uma comunidade negra de cerca de trinta e duas famílias e cento e quatro habitantes, situada no município de Salto de Pirapora, estado de São Paulo, Brasil.

## Remanescente dequilombo
A área do Cafundó é de 7,8 alqueires para uma população de cerca de oitenta habitantes, sendo que apenas sete falam um anticrioulo luso-africano denominado cupópia (nascida no Caxambu, Sarapuí), que é o traço africano principal. Retirando tal peculiaridade, observa-se na comunidade a cultura rural comum em todo o Brasil.
Há no Cafundó muitas famílias  que se ocupam na produção agroecológica de alimentos, e que produzem mais de 80 variedades e abastecem a região com frutas e verduras, o mercado que mais se destaca é de cestas kits orgânicas, que consiste na entrega de uma variedade de produtos previamente escolhida pelos clientes.
No dicionário, Cafundó significa local de difícil acesso. Fica num bairro da zona rural, a 14 km do município de Salto de Pirapora, distante 30 km de Sorocaba e 150 km de São Paulo. Significa também "Deus me livre", fim de mundo.
Sua história começa em 1866, 22 anos antes da assinatura da Lei Áurea. Os mais antigos contam que "um senhor de fazenda", chamado Joaquim Manoel de Oliveira, libertou quinze escravos, entre eles o casal João Congo e Ricarda. Das duas filhas do casal, Ifigênia e Antônia, surgiram as duas parentelas que até hoje se mantêm no local: os Almeida Caetano e os Pires Cardoso.
Na ocasião "Oliveira" entregou os 218 hectares aos libertos, com a condição de continuarem cultivando a área.
A aldeia conserva alguns costumes e características culturais, como moradias de taipa cobertas de sapé, fogões a lenha, cura por ervas, o candomblé como forma de se relacionar com Deus e principalmente a língua. Naturalmente hábitos um pouco descaracterizados pelas dificuldades de sobreviver sem recurso e apoio.

## Forma de acesso
Do município de Salto de Pirapora até o Cafundó devem ser percorridos doze quilômetros de estrada asfaltada. Depois, mais um pequeno trecho. Por tal motivo, «cafundó», em dicionários brasileiros, passou a significar também qualquer lugar ermo e distante.